# Marine impériale (France)
La Marine impériale était la marine française sous le Premier Empire. Cette marine a été formée à partir des navires de la marine révolutionnaire française, anciennement du royaume de France. Malgré les réussites de corsaires, notamment de Surcouf, elle n'a jamais réussi à s'imposer en mer contre la Royal Navy.
Sous le Second Empire français de Napoléon III, renforcée des navires hérités de la Royale, la Marine impériale ne s'est pratiquement pas battue, se contentant de combats individuels et de blocus de ports.

## Histoire

### Les guerres napoléoniennes

Le drapeau de guerre de la marine de la Révolution française

La Révolution française a durement touché les hommes de la Royale, comme on appelait la Marine royale française, qui ont été purgés selon des critères de loyauté à l'idée révolutionnaire plutôt que de compétence technique. En effet, beaucoup d'officiers en service au moment de la Révolution étaient des nobles, ils ont donc été largement écartés de leurs postes. La nécessité de protéger les lignes de communication maritime avec les colonies et les États-Unis d'Amérique a contraint la marine française révolutionnaire à affronter l'écrasante domination des mers exercée par la Royal Navy, qui pouvait déployer en temps voulu plus d'une centaine de navires et bien plus de 200 frégates, bien que dispersés dans le monde entier pour protéger les intérêts britanniques. Ainsi, dans la continuité de la ligne suivie précédemment par le Royaume, un imposant programme de construction navale comportant d'importantes innovations est mis en place, mais d'autre part le strict blocus mis en place par les Britanniques empêche les équipages de s'exercer en pleine mer, avec de graves conséquences sur l'efficacité des équipages.
En 1792, la marine française compte 80 vaisseaux et 78 frégates. En 1799, il ne reste que 49 vaisseaux et 54 frégates, malgré le programme de construction massive lancé pendant la Révolution. Sous Napoléon, de 1799 à 1814, 87 navires sont construits (dont plusieurs de la puissante classe Tonnant de 80 canons et de la classe Commerce de Marseille de 118 canons), ainsi que 59 frégates, indispensables pour l'escorte et la reconnaissance (là encore avec des canons de 18, voire 24, jusqu'aux grandes frégates de 40 canons, inférieures seulement à l'USS Constitution). Quoi qu'il en soit, le montant dépensé par la France pour la puissance navale, si l'on additionne les budgets du Consulat et de l'Empire, s'élève à environ 37% de ce que le Royaume-Uni a dépensé pour la Royal Navy, même s'il faut reconnaître que les tâches de la Royal Navy étaient bien plus importantes.

### Chiffres clés

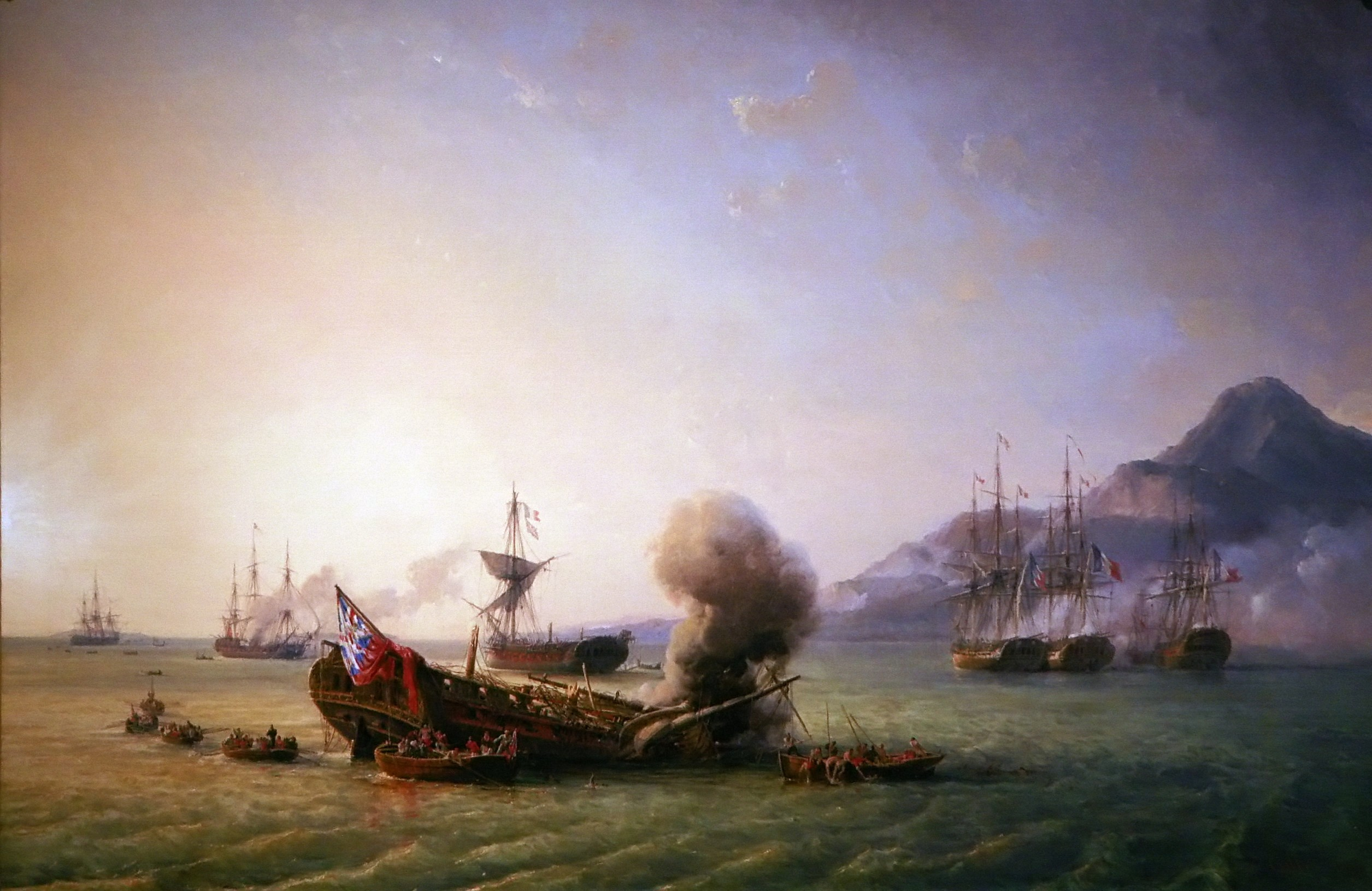
Une peinture de la bataille de Grand Port : de gauche à droite, le HMS Iphigenia baissant son drapeau (en fait, cela s'est produit le lendemain), le HMS Magicienne dévoré par le feu, le HMS Sirius détruit par le feu, le HMS Nereide se rendant, les frégates françaises Bellone et Minerve ; à l'arrière-plan, le navire Victor de la Compagnie des Indes et le HMS Ceylon.

Le siège de Toulon en 1793 impliqua la destruction d'une grande partie de la flotte qui était tombée aux mains des royalistes, et fut brûlée par les Britanniques avant qu'ils ne se retirent. D'autres épisodes marquants, toujours défavorables à la marine française, sont la bataille du Nil, la bataille de Trafalgar et d'autres épisodes de moindre ampleur mais pertinents pour le moral des Français, comme le Naufrage du Droits de l'Homme. Le seul épisode dans lequel il y a eu une victoire claire d'une escadre française sur une escadre britannique est la bataille de Grand Port sur l'île Maurice, 23-28 août 1810. Dans cet épisode, également enregistré sur l'Arc de triomphe à Paris, une escadre de frégates françaises, commandée par le commandant Hamelin, déjoue l'attaque d'une escadre britannique qui avait auparavant occupé l'île de la Passe, une île surplombant l'entrée de la baie de Grand Port, en contrôlant ses batteries de canons. L'entrée au port de l'escadron d'Hamelin est suivie d'une canonnade des batteries de l'île, qui n'ont hissé qu'au dernier moment le drapeau britannique (ce qui est permis selon le code de conduite naval de l'époque) au lieu du drapeau français, et de la frégate britannique HMS Nereide (1797), endommagée et équipée de canons de 12 livres et donc capable de faire peu de dégâts aux frégates lourdes de l'escadron français. L'équipe britannique a ensuite suivi les Français en bloquant le mouillage et en pénétrant dans l'étroite voie navigable, à l'exception de la frégate HMS Sirius (1797) qui s'est irrémédiablement échouée sur les rochers. Au cours des deux jours de combat très intense qui suivent, les frégates britanniques endommagent lourdement leurs adversaires, mais à court de munitions et sous le feu constant des canons lourds français, rejoints par des batteries terrestres, elles doivent faire sauter leurs navires ou se rendre. La bataille est décrite de manière efficace dans le roman historique de Patrick O'Brian: "Expédition à l'île Maurice" (titre originel anglais : The Mauritius Command).

### Les résultats

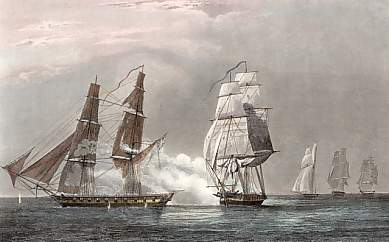
Combat du Renard contre le HMS Swallow, gravure (1841) de Chabanne, représentant un combat naval de juin 1812 au large de Gênes.

Bien que la marine française soit largement supérieure par la qualité de ses navires, construits par d'excellents architectes navals et armés des meilleurs matériaux que l'Europe occupée pouvait fournir, du chêne de Dalmatie à la toile à voile de Riga, les équipages ne se sont presque jamais sentis à la hauteur de leurs adversaires, entraînés à affronter toutes les conditions de mer et même en infériorité numérique comme à Trafalgar. En outre, vers la fin de la guerre, Napoléon a souvent retiré les artilleurs des navires pour renforcer l'artillerie de l'armée, les remplaçant par des soldats terrestres inexpérimentés et détériorant ainsi les capacités opérationnelles de la flotte.
La flotte impériale atteint néanmoins un objectif tactique, même si elle ne parvient pas à le transformer en avantage stratégique : maintenir une partie considérable de la Royal Navy clouée devant ses ports, selon le concept de la flotte de dissuasion, théorisé par un amiral anglais aux siècles précédents et repris au XIXe siècle par Alfred Thayer Mahan. Les ports de Toulon, base de l'escadron de la Méditerranée, et de Brest, base principale de l'escadron de l'Atlantique, mais aussi La Pallice et d'autres ports plus petits sont soumis à un strict blocus par les escadrons britanniques, qui s'approchent plusieurs fois par jour pour compter les navires en rade au cas où l'un d'entre eux aurait échappé au blocus, ce qui en fait un danger pour le trafic commercial britannique, par tous les temps et en toutes saisons. Par conséquent, l'usure des navires britanniques était élevée, mais d'un autre côté, l'entraînement superbe et acharné des équipages intimidait la marine française qui, à part de très rares cas, n'a jamais gagné un duel avec des navires britanniques de force égale.
Quoi qu'il en soit, les navires français présentaient des défauts inhérents, qui reflétaient probablement la doctrine sous-jacente à leur emploi ; en général, les frégates et les corvettes avaient un design très épuré qui leur conférait une bonne maniabilité et de bonnes performances, mais leur force n'atteignait pas le niveau des navires britanniques, et leur capacité en termes de charge utile, qui était essentielle pour assurer de longues périodes en mer sans ravitaillement, n'était pas élevée. Dans un cas, celui du Commerce de Marseille, vaisseau de 120 canons, capturé pendant le siège de Toulon en 1793, il n'est resté en service que quelques années, étant envoyé aux services portuaires en 1800 précisément à cause de sa faiblesse structurelle.

## La guerre franco-prussienne
La Marine Impériale de Napoléon III est renforcée par rapport à la Marine Royale de l'après-Restauration dont elle est issue, afin de pouvoir tenir tête à la Royal Navy mais aussi de soutenir les visées hégémoniques du nouvel Empereur vis-à-vis de l'Allemagne et de la Royal Navy sur le théâtre méditerranéen. En réalité, la flotte n'a jamais été engagée dans des combats, et même pendant la guerre franco-prussienne, les affrontements se sont limités à des affrontements entre unités individuelles ou au blocus naval des côtes de l'adversaire.
Elle sert néanmoins pendant la Guerre de Crimée afin d'acheminer les soldats aux combats, avec le premier navire à vapeur du monde.

## Sources
- (it) Cet article est partiellement ou en totalité issu de l’article de Wikipédia en italien intitulé « Marine impériale » (voir la liste des auteurs).